# Linguist List
De Linguist List is een van de belangrijkste bronnen voor taalkunde op het internet. Het project wordt ondersteund door een aantal universiteiten.
Samen met de Ethnologue vormt het project de belangrijkste bron van informatie voor de uitbreiding van ISO 639-2 naar ISO 639-3 waarin uiteindelijk alle talen van de wereld een eigen drieletterige code moeten krijgen.
Het Linguist List-project vult hierbij alle talen aan die niet actief door etnische groepen gesproken worden, dus onder andere kunsttalen en historische talen.